# Meridian (Astronomie)

Himmelskugel für einen Beobachter-Standort auf der nördlichen Erdhälfte – rot dargestellt der Himmelsmeridian als Großkreis, auf dem Südpunkt, Zenit, Himmelsnordpol, Nordpunkt, Nadir und Himmelssüdpol liegen

Der Meridian (lateinisch circulus meridianus ‚Mittagskreis‘) der Astronomen ist derjenige Großkreis an der Himmelskugel, auf dem Südpunkt und Nordpunkt, Zenit und Nadir sowie die beiden Himmelspole liegen. Er wird auch Himmelsmeridian genannt zur besseren Unterscheidung vom Meridian in der Geographie, der durch einen Längenkreis auf der Erdkugel bestimmt ist.
Der astronomische Meridian steht als Vertikalkreis senkrecht auf dem Horizont, der als Horizontalkreis ein weiterer Großkreis an der Himmelskugel ist. Meridian und Horizont sind für den Beobachter die zwei Bezugskreise im astronomischen Koordinatensystem des Horizonts, von denen aus der Höhenwinkel und der Azimutwinkel eines Himmelsobjektes gemessen werden. Dabei ist mit Meridian häufig nur derjenige Viertelkreis zwischen dem Zenit und jenem Schnittpunkt mit dem Horizont gemeint, auf den sich die Azimutangabe bezieht (Südpunkt beziehungsweise Nordpunkt).
Der Verlauf des geographischen Meridians ist in einigen Kirchen durch eine in den Boden eingelassene Meridianlinie markiert, ebenso auf manchen Plätzen, Sternwarten oder begehbaren Sonnenuhren. Solche in Nord-Süd-Richtung verlaufenden Linien können bei Anlagen der sogenannten Horizontastronomie das Auffinden von Nordpunkt und Südpunkt erleichtern, durch die der astronomische Meridian verläuft.

## Meridian und Kulmination
Der Meridian kann auch definiert werden als eine Verbindungslinie jener Punkte der Himmelskugel, in denen die Gestirne – die ihn täglich scheinbar von Ost nach West queren – ihre größte Höhe (obere Kulmination) erreichen. Zwölf Stunden Sternzeit später erreichen sie die geringste Höhe (untere Kulmination) beim unteren Meridiandurchgang. Dies kann für Zirkumpolarsterne beobachtet werden, andere Gestirne – wie auch die Sonne außerhalb der Arktis – passieren in unterer Kulmination den Meridian unter dem Horizont. Die scheinbare Bahn der Fixsterne steht dabei jeweils rechtwinklig auf der Meridianebene.
Die allgemein übliche Gleichsetzung von Meridiandurchgang mit Kulmination gilt allerdings nicht für Sonne, Mond und Planeten („Wandelgestirne“): Deren Deklination (Höhe über dem Himmelsäquator) ist nicht konstant, daher steht ihre Bahn nicht exakt rechtwinklig auf dem Meridian, und sie steigen oder fallen in geringem Maße beim Meridiandurchgang, sodass die Kulmination etwas östlich oder westlich des Meridians stattfindet. („Meridiandurchgang ist Kulmination“ gilt dann nur für den Moment konstanter Deklination, also etwa Sommer- und Wintersonnenwende und Hoch-/Tiefstand des Mondes). Für die Planeten ist das weitgehend vernachlässigbar, für den Mond kann die Abweichung aber einige  Minuten betragen, für die Sonne maximal einige Sekunden. Daher ist der Meridian nicht ganz genau die Linie des höchsten Sonnenstandes.
Ändert sich der Längengrad des Standorts einer Beobachtung, so verläuft der Himmelsmeridian weiter östlich oder westlich und es ändern sich die Zeitpunkte der Meridiandurchgänge (Kulminationen). Ändert sich hingegen die geografische Breite, so ändern sich die Kulminationshöhen der Gestirne mit der Änderung der relativen Lage der Himmelspole zu Zenit und Nadir, Nordpunkt und Südpunkt als den vier Viertelpunkten auf dem Meridian.